# Załanów
Załanów (ukr. Заланів, Załaniw) – wieś na Ukrainie w rejonie rohatyńskim obwodu iwanofrankiwskiego.

## Urodzeni
- Osyp Mykytka